# Sveinn Björnsson
Sveinn Björnsson (27. februar 1881 i København – 25. januar 1952 i Reykjavík) var Islands første præsident.
Han blev født i København som søn af redaktør (senere minister) Björn Jónsson og dennes hustru Elísabet Sveinsdóttir. 

## Uddannelse og juridisk karriere
Sveinn blev student fra Latinskolen i Reykjavík i 1900 og cand.jur. fra Københavns Universitet i 1907. Han blev overretssagfører i 1907 og fik møderet for Islands Højesteret i 1920. Han var offentlig anklager i Reykjavík 1907–20 og 1924–26. Fra 29. september til 31. december 1919 var han anklager ved Landsoverretten.

## Politisk og diplomatisk karriere
Björnsson var medlem af kommunalbestyrelsen i Reykjavík fra 1912–20 og dens formand 1918–20. Fra 1914–15 og 1919–20 var han medlem af Altinget. Efter at Island fik selvstyre i 1918 som Kongeriget Island (i personalunion med Danmark), var han gesandt i Danmark 1920–24 og 1926–40.

## Rigsforstander og præsident
Med den tyske besættelse af Danmark d. 9. april 1940 blev forbindelsen mellem Island og Danmark afbrudt, og den islandske regering overtog ansvaret for udenrigspolitikken og de få øvrige fællesanliggender. Björnsson blev derpå valgt af Altinget til rigsforstander for Kongeriget Island i 1941, og tildeltes dermed samme myndighed som kong Christian 10. havde haft. Valget bekræftedes i 1942 og 1943.
Da Island blev en republik 17. juni 1944, valgte Altinget ham til landets første præsident. Dette embede besad han fra 1944–52. Han blev genvalgt uden modkandidat i 1945 og 1949. Han døde i Reykjavík et år før hans anden præsidentperiode var ovre.